# ساشا لوبيز
ساشا لوبيز (بالرومانية: Sasha Lopez)‏ وإسمه الحقيقي سيرجيو استراتي (بالرومانية: Sasha Lopez)‏ هو مغني وملحن ودي جاي مولدوفي مقيم في رومانيا ولد في يوم 17 أكتوبر 1980 في مدينة كيشيناو في مولدوفا، أبرز الكليبات التي أنتجها هي Beautiful life و All My People في سنة 2013.

## وصلات خارجية
- ساشا لوبيز على موقع ميوزك برينز (الإنجليزية)
- ساشا لوبيز على موقع ديسكوغز (الإنجليزية)

- الموقع الرسمي